# Операція «До центра Сонця»
Операція «До центра Сонця» (англ. Into the Sun) — американський бойовик 1992 року.

## Сюжет
Ревуть реактивні сопла і найкращі винищувачі світу несуться по небу. Крутий хлопець Пол — найвідважніший пілот у повітряних силах отримує незвичайне завдання — навчити популярного актора бойовиків Тома Слейда, що готується до нової ролі пілота, усім тонкощам льотної служби. Для повноти відчуттів новоспечені «друзі» відправляються в навчальний політ, який закінчується справжнім повітряним боєм. Літак Пола збивають над ворожою територією, і тут в тилу ворога розгорнеться вир смертельних повітряних поєдинків, на запаморочливих швидкостях, на висоті 30 000 футів.

## У ролях
- Ентоні Майкл Холл — Том Слейд
- Майкл Паре — капітан Пол Воткінс
- Дебора Мур — майор Гуд
- Террі Кайзер — Мітчелл Бертон
- Брайан Хейлі — лейтенант Декарло
- Майкл Ст. Джерард — лейтенант Вольф
- Лінден Ешбі — Дракон
- Джек Хеллер — комендант
- Тед Девіс — Йосеф
- Хантер фон Лір — підполковник Рейнольдс
- Кейсі Стенгел — технік
- Мелісса Мур — сержант
- Чіно Бінамо — солдат 1
- Річард Еппер — солдат 2
- Рафф — вартівник 1
- Тім Моран — вартівник 2
- Едді Янсік — бедуїн
- Ахбару Зетлына — кат
- Найер Білал — бедуїн з ножем